# 그레고리 하인스
그레고리 올리버 하인스(Gregory Oliver Hines, 1946년 2월 14일 ~ 2003년 8월 9일)는 미국의 무용가, 배우, 안무가, 가수이다. 20세기 후반 탭댄스를 부활 시킨 주요 인물 중 하나로 여겨지며, 많은 사람들이 그를 그 세대 최고 탭댄서로 꼽는다.
뉴욕주 뉴욕시 태생으로, 3살 때부터 5살이었던 형 모리스 하인스와 무용을 배웠다. 어려서부터 형과 아폴로 극장 등지에서 활동하며 춤으로 돈을 벌었다.
《백야》(1985) 연기가 유명하며, 다른 주요 출연작으로 《코튼 클럽》(1984), 《필사의 탈출》(1986) 등이 있다. 이 외에 다수 텔레비전 시리즈에 출연했다.
토니상에 총 다섯 차례 후보로 올랐고, 1992년 뮤지컬 《Jelly's Last Jam》으로 뮤지컬 부문 남우주연상을 받으면서 한 차례 수상에 성공하였다.
간암으로 캘리포니아주 로스앤젤레스에서 57년 생을 마쳤다.

## 출연 작품

### 영화
- 늑대 인간의 습격 (1981)
- 세계사 (1981)
- 세기의 거래 (1983)
- 코튼 클럽 (1984)
- 머펫, 뉴욕을 점령하다 (1984)
- 백야 (1985)
- 필사의 탈출 (1986, Running Scared)
- 사이공 (1988)
- 승리의 탭 댄스 (1989, Tap)
- 이브의 파괴 (1991)
- 르네상스 맨 (1994)
- 사랑을 기다리며 (1995)
- 프리쳐스 와이프 (1996)
- 트리거해피 (1996)

### 텔레비전
- 세서미 스트리트 (1979-80) - 본인
- 블루스 클루스 (1999)
- 윌 앤 그레이스 (1999-2000)
- 로앤오더: 범죄 전담반 (2003)